# Kōji Okumura
Kōji Okumura (japanisch 奥村 晃司 Okumura Kōji; * 29. Juli 1998 in der Präfektur Saitama) ist ein japanischer Fußballspieler.

## Karriere
Kōji Okumura erlernte das Fußballspielen in den Schulmannschaften der Minamiurawa School, der Shirahata Jr High School und der Bunan High School sowie in der Universitätsmannschaft der Takushoku-Universität. Seinen ersten Vertrag unterschrieb der Mittelfeldspieler im Februar 2021 bei Thespakusatsu Gunma. Der Verein aus Kusatsu, einer Stadt in der Präfektur Gunma, spielte in der zweiten japanischen Liga, der J2 League. Sein Zweitligadebüt gab Kōji Okumura am 7. März 2021 im Auswärtsspiel gegen den SC Sagamihara. Hier wurde er in der 64. Minute für Sō Hirao eingewechselt.